# Поњо на литици крај мора
Поњо на литици крај мора (јап. 崖の上のポニョ) јапански је аниме филм из 2008. Режију и сценарио потписује Хајао Мијазаки, а продукцију Studio Ghibli. Филм говори о Поњо, златној рибици која бежи из океана у чему јој помаже петогодишњи дечак Сосуке.
Приказиван је у биоскопима од 19. јула 2008. у Јапану. Добио је изузетно позитивне рецензије критичара, који су га похвалили због својих тема, визуелног дизајна и привлачности млађој публици и свим осталим старосним групама. Остварио је велики комерцијални успех, зарадивши преко 200 милиона долара широм света, поставши осми аниме филм са највећом зарадом икад.

## Радња
Петогодишњи дечак Сосуке се спријатељи са златном рибицом племенитог порекла по имену Поњо, која очајнички жели да постане човек.

## Гласовне улоге
| Глумац            | Улога      |
| ----------------- | ---------- |
| Јури Нара         | Поњо       |
| Хироки Дој        | Сосуке     |
| Томоко Јамагучи   | Риса       |
| Казушиге Нагашима | Коичи      |
| Јуки Амами        | Гранмамаре |
| Џорџ Токоро       | Фуџимото   |
| Казуко Јошијуки   | Токи       |
| Томоко Нараока    | Јоши       |
| Токи Хидари       | Норико     |
| Еми Хираока       | Кумико     |